# Station Mülheim (Ruhr)-Styrum
Station Mülheim (Ruhr)-Styrum (Duits: Bahnhof Mülheim (Ruhr)-Styrum) is een station in het stadsdeel Styrum van de Duitse stad Mülheim an der Ruhr. Het station ligt aan de spoorlijnen Mülheim-Styrum - Duisburg, Mülheim-Styrum - Oberhausen, Mülheim-Styrum - Bochum, Duisburg-Ruhrort - Essen en Kettwig - Mülheim-Styrum.

## Treinverbindingen
| Serie | Treinsoort                  | Route | Bijzonderheden                                           |
| ----- | --------------------------- | --- | -------------------------------------------------------- |
| RB 33 | Regionalbahn (DB Regio NRW) | Aachen Hbf – Herzogenrath – Lindern – / [ Heinsberg (Rheinl) ] Rheydt Hbf – Mönchengladbach Hbf – Viersen – Krefeld Hbf – Rheinhausen – Duisburg Hbf – Mülheim (Ruhr) Hbf – Mülheim (Ruhr)-Styrum – Essen Hbf | Rhein-Niers-Bahn Trein splitst en combineert in Lindern. |
| S 1   | S-Bahn (DB Regio NRW)       | Solingen Hbf – Düsseldorf Hbf – Düsseldorf Luchthaven – Duisburg Hbf – Mülheim (Ruhr)-Styrum – Mülheim (Ruhr) Hbf – Essen Hbf – Bochum Hbf – Dortmund Hbf                                                     |                                                          |
| S 3   | S-Bahn (DB Regio NRW)       | Oberhausen Hbf – Mülheim (Ruhr)-Styrum – Mülheim (Ruhr) Hbf – Essen Hbf – Hattingen (Ruhr) Mitte |                                                          |